# Horace Barlow
Horace Basil Barlow FRS (8 de dezembro de 1921 – 5 de julho de 2020) foi um neurocientista visual britânico.
Morreu em 5 de julho de 2020, aos 98 anos de idade.

## Publicações selecionadas
- H. B. Barlow. Possible principles underlying the transformation of sensory messages. Sensory Communication, pp. 217–234, 1961
- H. B. Barlow. Single units and sensation: A neuron doctrine for perceptual psychology? Perception 1(4) 371 – 394, 1972
- H. B. Barlow, T. P. Kaushal, e G. J. Mitchison. Finding minimum entropy codes.  Neural Computation, 1:412-423, 1989.